# Здание Главсевморпути
Здание Главсевморпути — административное здание Главного управления Северного морского пути во Владивостоке. Построено в 1935—1938 годах. Автор проекта — архитектор А.Л. Медынский. Историческое здание по адресу Алеутская улица, 38 сегодня является объектом культурного наследия Российской Федерации.

## История
Здание построено в 1935—1938 годах по проекту архитектора А.Л. Медынского для размещения Управления Восточного сектора Арктики Главного управления Северного морского пути. В здании более двадцати лет размещался штаб арктического судоходства, сыгравший главную роль в освоении северо-восточной зоны арктического побережья. Позже в здании располагалось лечебное учреждение.
Сегодня в здании расположены Владивостокский родильный дом № 4 и аптека. 

## Архитектура
Здание кирпичное четырёхэтажное, Г-образное в плане. Расположено на углу улиц Алеутская и Фонтанная и задаёт градостроительный масштаб застройки определённых участков этих улиц. В архитектуре его фасадов преобладают вертикальные членения — узкие высокие окна, тонкие пилястры, прямоугольные ризалиты с балконами, в результате чего здание кажется высоким при сравнительно небольшой этажности.   